# Стариков, Евгений Степанович
Евге́ний Степа́нович Ста́риков (17 ноября 1936, Ходяшево, Нурлатский район, Татарская АССР, РСФСР, СССР ― 23 августа 2007, Волжск, Марий Эл, Россия) ― советский и российский деятель культуры, композитор, литератор, член Союза писателей России с 2005 года. Директор детской музыкальной школы г. Волжска Марийской АССР / Марий Эл (1963―2007). Автор музыки гимна г. Волжска Марий Эл (2002). Заслуженный работник культуры Российской Федерации (1997). Почётный гражданин г. Волжска Марий Эл (1996).

## Биография
Родился 17 ноября 1936 года в д. Ходяшево ныне Зеленодольского района Республики Татарстан.
В 1944 году вместе с семьёй переехал в г. Волжск Марийской АССР.
В 1955 году после окончания средней школы № 4 Волжска был призван в ряды Советской армии: служил в лётном училище г. Павлодара Днепропетровской области Украины.
В 1961 году окончил Йошкар-Олинское музыкальное училище имени И. С. Палантая.
С 1961 года ― в детской музыкальной школе г. Волжска: преподаватель по классу баяна, в  1963―2007 годах ― директор.
В 1971 году окончил Марийский педагогический институт имени Н. К. Крупской.
В 1996 году он стал Почётным гражданином города Волжска Марий Эл. В 1997 году ему присвоено почётное звание «Заслуженный работник культуры Российской Федерации». Награждён несколькими нагрудными знаками и почётными грамотами.
Скончался 23 августа 2007 года в Волжске Марий Эл.

## Творческая деятельность
За годы работы создал свыше 120 произведений для баяна, аккордеона, фортепиано, вошедших в репертуар музыкальных школ Марий Эл, среди которых: 14 сборников пьес для баяна и фортепиано, 3 сборника песен (50 песен) и др. Создал несколько гимнов: хоккейного клуба «Ариада» г. Волжска, Волжского отделения Союза журналистов России, партии пенсионеров. Является автором песни «Волжский вальс» — гимна города Волжска.
Занимался и литературной деятельностью: с 1976 года стал публиковать на страницах газеты «Волжская правда» стихи и юмористические рассказы. Всего опубликовал около 30 рассказов и более 100 стихотворений и пародий. Регулярно печатался на страницах марийских республиканских изданий: в газетах «Молодой коммунист», «Марийская правда», в журналах «Пачемыш», «Ончыко» и в различных сборниках. В 2000 году его стихи были опубликованы в сборнике «Радуга над Волжском». В 2001 году вышел первый сборник стихов и пародий «Серпантин», затем последовали сборники «Берёзовый край», «Симфония любви» и «Надо просто жить». Отдельные стихотворения переведены на марийский, чувашский и финский языки. В 2005 году был принят в Союз писателей России.

## Основные литературные произведения
Список основных литературных произведений Е. С. Старикова:

### На русском языке
- Счет 4:0: рассказ // Дружба. ― Йошкар-Ола, 1982. ― С. 128—129.
- Сюрприз: рассказ // Дружба. ― Йошкар-Ола, 1983. ― С. 79—81.
- Стихи // Радуга над Волжском. ― Волжск, 2000. ― С. 3—26; 2005. ― С. 3—16.
- Серпантин: стихи. ― Волжск, 2001. ― 68 с.
- Симфония любви: рассказы. ― Волжск, 2004. ― 72 с.
- Хобби: рассказ // Русское слово Марий Эл. ― Йошкар-Ола, 2004. ― С. 201—203.
- Надо просто жить: стихи. ― Волжск, 2005. ― 48 с.
- Стихи // Зелёная лампа. ― Йошкар-Ола, 2006. ― С. 60—69.

## В переводе на марийский язык
- Ужнемак ыле: почеламут / Э. Анисимов кусарен // Ончыко. ― 1991. ― № 6. ― С. 102.

## Признание
- Заслуженный работник культуры Российской Федерации (29.07.1997) ― за заслуги в области культуры и многолетнюю плодотворную работу[10]
- Заслуженный работник культуры Марийской АССР (1986)[1][2]
- Почётный гражданин города Волжска Марий Эл (1996)[1][2]
- Нагрудный знак Министерства культуры СССР «За отличную работу» (1983)[9]
- Почётная грамота Правительства Республики Марий Эл (2003)[9]

## Память
- В ноябре 2007 года в память о нём была открыта мемориальная доска на здании школы № 1 г. Волжска Марий Эл[9].
- С 1999 года с периодичностью один раз в три года в детской школе искусств г. Волжска проводится конкурс-фестиваль имени Е. С. Старикова. Конкурс берет начало с творческих вечеров, которые проводились еще при жизни композитора и поэта, где он читал стихи, прозу, ученики исполняли его произведения. А в апреле 2023 года в детской школе искусств г. Волжска состоялся I Межрегиональный фестиваль-конкурс молодых исполнителей имени Е. Старикова среди учащихся детских школ искусств и детских музыкальных школ. В нём приняло участие 49 солистов и 6 ансамблей из Марий Эл, Татарстана и Чувашии[11][12].